# Liste von Moscheen in Europa
Die Liste von Moscheen umfasst Moscheen und Moscheebauprojekte in Europa.
Es werden hier nur diejenigen Bauwerke aufgenommen, die
1. islamgeschichtlich (zum Beispiel auch Hagia Sophia und Mezquita),
2. stadtgeschichtlich (erste Moschee einer Stadt) oder
3. architektonisch

von besonderer Bedeutung sind.
Moscheebauprojekte werden hier nur aufgeführt, wenn sie bereits eine länger anhaltende, eindeutig überregionale Aufmerksamkeit erlangt haben. Sogenannte Hinterhofmoscheen erfüllen diese Kriterien in aller Regel nicht.

## Liste
Die Trägerorganisationen in dieser Liste sind mit folgenden Abkürzungen gekennzeichnet:
| AAIIL   | Ahmadiyya Andschuman Ischat-i-Islam Lahore                       |
| AH      | Ahl-i Hadīth                                                     |
| AMJ     | Ahmadiyya Muslim Jamaat                                          |
| Diyanet | Diyanet İşleri Başkanlığı                                        |
| SA      | Saudi-Arabien (Wahhabiten)                                       |
| TJ      | Tablighi Jamaat                                                  |
| U       | Unabhängiger Träger (bzw. unbekannt)                             |
| –       | Museum (Hagia Sophia), historische Moschee (Mezquita de Córdoba) |

### Belgien
| Name                     | Bild | Land    | Stadt und Stadtteil | Jahr       | T  | Bemerkungen |
| ------------------------ | ---- | ------- | ------------------- | ---------- | -- | --- |
| Große Moschee zu Brüssel |      | Belgien | Brüssel             | 1879, 1978 | SA | Das Gebäude wurde ursprünglich als Ost-Pavilion für die National-Messe in Brüssel im Jahr 1880 erbaut. 1978 als Moschee eröffnet. |

### Bosnien und Herzegowina
| Name                        | Bild | Land                    | Stadt und Stadtteil | Jahr                             | T   | Bemerkungen |
| --------------------------- | ---- | ----------------------- | ------------------- | -------------------------------- | --- | --- |
| Arnaudija-Moschee           |      | Bosnien und Herzegowina | Banja Luka          | 1594                             | U   | 1993 zerstört (gesprengt am 7. Mai), Ortslage, Wiederaufbau seit April 2017                                                                                             |
| Ferhadija-Moschee           |      | Bosnien und Herzegowina | Banja Luka          | 1579                             | U   | 1993 zerstört (gesprengt am 7. Mai), bis 2014 wieder aufgebaut |
| Sinan-Beg-Moschee           |      | Bosnien und Herzegowina | Čajniče             | 1570                             | U   | im Bosnienkrieg zerstört. |
| Aladža-Moschee              |      | Bosnien und Herzegowina | Foča                | 1550                             | U   | am 22. April 1992 gesprengt, 2016 bis 2019 wieder aufgebaut. |
| Bunte Moschee               |      | Bosnien und Herzegowina | Gračanica           | 1757                             | U   | |
| Balaguša-Moschee            |      | Bosnien und Herzegowina | Livno               | 1515 oder zwischen 1530 und 1550 | U   | auch "Čaršijska-Moschee" |
| Karađozbeg-Moschee          |      | Bosnien und Herzegowina | Mostar              | 1557                             | U   | Ortslage |
| Šišman-Ibrahim-Paša-Moschee |      | Bosnien und Herzegowina | Počitelj            | 1562/63                          | U   | auch "Hadzi-Ali-Moschee" |
| Bait us-Salam               |      | Bosnien und Herzegowina | Sarajevo            | 2004                             | AMJ | |
| Gazi-Husrev-Beg-Moschee     |      | Bosnien und Herzegowina | Sarajevo            | 1531                             | U   | auch bekannt als „Begova-Moschee“ |
| König-Fahd-Moschee          |      | Bosnien und Herzegowina | Sarajevo            | 2000                             | SA  | auch bekannt als „Fahdova Dzamija“, „Saudijska Dzamija“ – sie und die etwa gleich große "Istiqlal-Moschee" (ebenfalls Sarajevo) sind die größten des Balkans – Ortslage |
| Kaisermoschee               |      | Bosnien und Herzegowina | Sarajevo            | 1463 / 1567                      | U   | auch bekannt als „Careva Dzamija“ und „Emperor’s Mosque“ |
| Bunte Moschee               |      | Bosnien und Herzegowina | Travnik             | E. 16. Jh. / 1815/16             | U   | auch: Süleymaniye-Moschee, Ortslage |

### Bulgarien
| Name                    | Bild | Land      | Stadt und Stadtteil | Jahr            | T | Bemerkungen |
| ----------------------- | ---- | --------- | ------------------- | --------------- | - | --- |
| Dschumaja-Moschee       |      | Bulgarien | Plowdiw             | 1423            | U | Plowdiw wurde von den Türken unter Murad I. 1364 besetzt. Es wird angenommen, dass die „Dzhumaya Camii“ (auch als „Ulu Mosque“ bekannt) als Sultanmoschee von Shihabedin Pascha, Sohn des Patron von Plowdiw während der Regentschaft Murad II. (1421–51) erbaut wurde. Das Gebäude wurde zweimal renoviert, 1785 und nachdem sie 1818 von einem Erdbeben beschädigt wurde. Das Minarett ist 23 m hoch. Ortslage |
| Fatih-Mehmed-Moschee    |      | Bulgarien | Kjustendil          | 15. Jhd.        | – | bekannt auch als Schaldarwanska Moschee Ortslage |
| Ibrahim-Pascha-Moschee  |      | Bulgarien | Rasgrad             | 1616            | U | Ortslage |
| Bairakli-Moschee        |      | Bulgarien | Samokow             | 16. Jahrhundert | U | |
| Tombul-Moschee          |      | Bulgarien | Schumen             | 1740–1744       | U | Größte Moschee Bulgariens. |
| Banja-Baschi-Moschee    |      | Bulgarien | Sofia               | 1576            | U | Eine der ältesten Moscheen in Europa. |
| Große Moschee von Sofia |      | Bulgarien | Sofia               | 1494            | U | |

### Dänemark
| Name                 | Bild | Land     | Stadt und Stadtteil | Jahr | T   | Bemerkungen                            |
| -------------------- | ---- | -------- | ------------------- | ---- | --- | -------------------------------------- |
| Nusrat-Jehan-Moschee |      | Dänemark | Kopenhagen          | 1967 | AMJ | Erste Moschee in Skandinavien Ortslage |
| Tauba-Moschee        |      | Dänemark | Kopenhagen          | ?    | U   | Ortslage                               |

### Irland
| Name                                      | Bild | Land   | Stadt und Stadtteil | Jahr | T | Bemerkungen                                                        |
| ----------------------------------------- | ---- | ------ | ------------------- | ---- | - | ------------------------------------------------------------------ |
| Dubliner Moschee                          |      | Irland | Dublin              | 1983 | U | 1884 als Kirche erbaut, 1983 in eine Moschee umgewandelt. Ortslage |
| Islamic Cultural Centre of Ireland (ICCI) |      | Irland | Dublin, Clonskeagh  | 1996 | U |                                                                    |

### Island
| Name              | Bild | Land   | Stadt und Stadtteil | Jahr | T | Bemerkungen             |
| ----------------- | ---- | ------ | ------------------- | ---- | - | ----------------------- |
| Reykjavík-Moschee |      | Island | Reykjavík           | 2002 | U | Félag Múslima á Íslandi |

### Italien
| Name                | Bild | Land    | Stadt und Stadtteil | Jahr | T  | Bemerkungen |
| ------------------- | ---- | ------- | ------------------- | ---- | -- | ----------- |
| Moschee von Florenz |      | Italien | Florenz             | 2011 | U  | [ 4 ]       |
| Moschee von Genua   |      | Italien | Genua               | 2010 | U  | Ortslage    |
| Moschee von Palermo |      | Italien | Palermo             | 2009 | U  | Ortslage    |
| Moschee von Ravenna |      | Italien | Ravenna             | 2011 | U  | Ortslage    |
| Moschee von Rom     |      | Italien | Rom                 | 1995 | SA | Ortslage    |
| Moschee in Segrate  |      | Italien | Segrate (Mailand)   | 2007 | U  | Ortslage    |
| Moschee von Turin   |      | Italien | Turin               | 2011 | U  |             |

### Kosovo
| Name                  | Bild | Land   | Stadt und Stadtteil | Jahr | T | Bemerkungen |
| --------------------- | ---- | ------ | ------------------- | ---- | - | ----------- |
| Große Moschee         |      | Kosovo | Pristina            | 1460 | U |             |
| Çarshi-Moschee        |      | Kosovo | Pristina            | 1393 | U |             |
| Jashar-Pascha-Moschee |      | Kosovo | Pristina            | 1834 | U |             |
| Sinan-Pascha-Moschee  |      | Kosovo | Prizren             | 1615 | U |             |
| Bajrakli-Moschee      |      | Kosovo | Prizren             | 1563 | U |             |

### Malta
| Name                   | Bild | Land  | Stadt und Stadtteil | Jahr | T                          | Bemerkungen                                       |
| ---------------------- | ---- | ----- | ------------------- | ---- | -------------------------- | ------------------------------------------------- |
| Maria Al-Batul-Moschee |      | Malta | Paola, bei Valletta | 1978 | World Islamic Call Society | Die einzige Moschee auf der Insel Malta. Ortslage |

### Montenegro
| Name                   | Bild | Land       | Stadt und Stadtteil | Jahr    | T | Bemerkungen                           |
| ---------------------- | ---- | ---------- | ------------------- | ------- | - | ------------------------------------- |
| Hussein-Pascha-Moschee |      | Montenegro | Pljevlja            | 1565    | U | War das höchste Minarett Jugoslawiens |
| Moschee in Podgorica   |      | Montenegro | Podgorica           | 18. Jh. | U |                                       |
| Namazgjahu-Moschee     |      | Montenegro | Ulcinj              | 1728    | U |                                       |
| Kirchenmoschee         |      | Montenegro | Ulcinj              | 1693    | U | ehemalige Kirche der St. Marie        |

### Niederlande
| Name                 | Bild | Land        | Stadt und Stadtteil | Jahr | T       | Bemerkungen |
| -------------------- | ---- | ----------- | ------------------- | ---- | ------- | --- |
| Fatih-Moschee        |      | Niederlande | Amsterdam           | ?    | U       | Früher römisch-katholische St.-Ignatius-Kirche, Ortslage                                                       |
| El Tawheed-Moschee   |      | Niederlande | Amsterdam           | ?    | U       | Ortslage |
| Sultan-Ahmed-Moschee |      | Niederlande | Delft               | ?    | U       | Ortslage |
| Aksa-Moschee         |      | Niederlande | Den Haag            | 1979 | Diyanet | 1844 als Synagoge gebaut, ab 1979 als Moschee genutzt. Islamitische Stichting Nederland Mescidi Aksa. Ortslage |
| Mobarak-Moschee      |      | Niederlande | Den Haag            | 1955 | AMJ     | Die erste Moschee in den Niederlanden.                                                                         |
| Fatih-Moschee        |      | Niederlande | Eindhoven           | ?    | U       | Ortslage |
| Furqaan-Moschee      |      | Niederlande | Eindhoven           | ?    | U       | |
| Essalam-Moschee      |      | Niederlande | Rotterdam           | 2010 | U       | |
| Mevlana-Moschee      |      | Niederlande | Rotterdam           | 2005 | U       | Ortslage |

### Nordmazedonien
| Name                              | Bild | Land           | Stadt und Stadtteil | Jahr        | T | Bemerkungen                                              |
| --------------------------------- | ---- | -------------- | ------------------- | ----------- | - | -------------------------------------------------------- |
| Teće-Zejnel Abedin Pascha džamija |      | Nordmazedonien | Ohrid               | 17. Jh.     | U |                                                          |
| Aladja-Moschee                    |      | Nordmazedonien | Skopje              | 1438 / 1518 | U |                                                          |
| Isa-Bey-Moschee                   |      | Nordmazedonien | Skopje              | 1476        | U | frühosmanische Zweikuppelmoschee mit Dreikuppel-Vorhalle |
| Mustafa-Pascha-Moschee            |      | Nordmazedonien | Skopje              | 1492        | U | Ortslage                                                 |
| Bunte Moschee                     |      | Nordmazedonien | Tetovo              | 1495        | U |                                                          |

### Norwegen
| Name                            | Bild | Land     | Stadt und Stadtteil | Jahr | T   | Bemerkungen |
| ------------------------------- | ---- | -------- | ------------------- | ---- | --- | ----------- |
| Osloer Moschee („Moske i Oslo“) |      | Norwegen | Oslo                | 1980 | AMJ | Ortslage    |

### Österreich
ATIB in Österreich ist die Diyanet.
Die ATIB in Österreich ist nicht mit der ATIB in Deutschland zu verwechseln.
| Name                                 | Bild | Land             | Stadt und Stadtteil | Jahr | T                     | Bemerkungen                                                           |
| ------------------------------------ | ---- | ---------------- | ------------------- | ---- | --------------------- | --------------------------------------------------------------------- |
| Islamisches Zentrum Wien             |      | Wien             | Wien                | 1979 | Vienna Islamic Centre | Gebaut im Auftrag des saudi-arabischen Königs Faisal ibn Abd al-Aziz. |
| Eyüp-Sultan-Moschee (Telfer Moschee) |      | Tirol            | Telfs               | 1998 | ATIB                  | Minarett nachträglich 2006, Ortslage                                  |
| Rasheed-Moschee                      |      | Wien             | Wien                | 2005 | Unabhängig            | Erbaut von Muslimen aus Ghana, Nigeria und Benin, Ortslage            |
| Hacı Bayram Moschee                  |      | Niederösterreich | Bad Vöslau          | 2009 | ATIB                  | Zwei angedeutete Minarette, Ortslage                                  |
|                                      |      | Salzburg         | Saalfelden          | 2003 | ATIB                  | Minarett (8 m Höhe)                                                   |

### Polen
| Name                | Bild | Land  | Stadt und Stadtteil | Jahr         | T | Bemerkungen                                   |
| ------------------- | ---- | ----- | ------------------- | ------------ | - | --------------------------------------------- |
| Bohoniki Moschee    |      | Polen | Bohoniki            | 19./20. Jhd. | U | Lipka-tatarische Moschee in Bohoniki Ortslage |
| Danziger Moschee    |      | Polen | Danzig              | 1989         | U | Ortslage                                      |
| Kruszyniany Moschee |      | Polen | Kruszyniany         | 18./19. Jhd. | U | Lipka-tatarische Moschee in Kruszyniany       |
| Warschauer Moschee  |      | Polen | Warschau            | 1993         | U | Ortslage                                      |

### Portugal
| Name                    | Bild | Land     | Stadt und Stadtteil | Jahr | T | Bemerkungen |
| ----------------------- | ---- | -------- | ------------------- | ---- | - | ----------- |
| Zentralmoschee Lissabon |      | Portugal | Lissabon            | 1988 | U | Ortslage    |

### Rumänien
| Name                                     | Bild | Land     | Stadt und Stadtteil | Jahr | T | Bemerkungen                                    |
| ---------------------------------------- | ---- | -------- | ------------------- | ---- | - | ---------------------------------------------- |
| Carol-I.-Moschee                         |      | Rumänien | Constanța           | 1912 | U |                                                |
| Mangalia Moschee                         |      | Rumänien | Mangalia            | 1525 | U | Älteste erhalten gebliebene Moschee Rumäniens. |
| Große Moschee (Medgidia) (Moscheea Mare) |      | Rumänien | Medgidia            | 1859 | U | Ältestes Gebäude der Stadt                     |

### Russland
| Name                                    | Bild | Land     | Stadt und Stadtteil | Jahr      | T | Bemerkungen                                                                                     |
| --------------------------------------- | ---- | -------- | ------------------- | --------- | - | ----------------------------------------------------------------------------------------------- |
| Achmat-Kadyrow-Moschee                  |      | Russland | Grosny              | 2008      | U | Republik Tschetschenien, zweitgrößte Moschee Russlands (europäischer Landesteil – Nordkaukasus) |
| Asimowskaja-Moschee                     |      | Russland | Kasan               | 1890      | U | 1887–1890                                                                                       |
| Nurulla-Moschee                         |      | Russland | Kasan               | 1849      | U | 1845–1849                                                                                       |
| Kul-Scharif-Moschee                     |      | Russland | Kasan               | ?         | U | Republik Tatarstan, eine der größten Moscheen Europas.                                          |
| Moskauer Kathedralmoschee               |      | Russland | Moskau              | 1904      | U | Ortslage                                                                                        |
| Sankt Petersburger Moschee              |      | Russland | Sankt Petersburg    | 1909–20   | U | Ortslage                                                                                        |
| Sakabannaja-Moschee                     |      | Russland | Kasan               | 1924–1926 | U | Republik Tatarstan                                                                              |
| Moschee im Namen des Propheten Mohammed |      | Russland | Schali              | 2019      | U | Republik Tschetschenien, größte Moschee Russlands (europäischer Landesteil – Nordkaukasus)      |

### Schweden
| Name                                                      | Bild | Land     | Stadt und Stadtteil | Jahr | T   | Bemerkungen                                                                                       |
| --------------------------------------------------------- | ---- | -------- | ------------------- | ---- | --- | ------------------------------------------------------------------------------------------------- |
| Bellevue-Moschee                                          |      | Schweden | Göteborg            | ?    | U   |                                                                                                   |
| Nasir-Moschee                                             |      | Schweden | Göteborg            | 1963 | AMJ | Erste Moschee in Schweden Ortslage                                                                |
| Malmöer Moschee                                           |      | Schweden | Malmö               | 1984 | U   | Ortslage                                                                                          |
| Fittja-Moschee                                            |      | Schweden | Stockholm           | ?    | T   | Ortslage                                                                                          |
| Stockholmer Moschee „Zayed bin Sultan Al Nahyan’s Mosque“ |      | Schweden | Stockholm           | 2000 | U   | 1903 vom schwedischen Architekten Ferdinand Boberg als Elektrizitätskraftwerk entworfen. Ortslage |
| Uppsala-Moschee                                           |      | Schweden | Uppsala             | *    | U   | nördlichste Moschee Europas                                                                       |

### Serbien
| Name                  | Bild | Land    | Stadt und Stadtteil | Jahr                                             | T | Bemerkungen                                             |
| --------------------- | ---- | ------- | ------------------- | ------------------------------------------------ | - | ------------------------------------------------------- |
| Bajrakli-Moschee      |      | Serbien | Belgrad             | 1575                                             | U | erbaut um 1575 – letzte der einst 80 Moscheen der Stadt |
| Altun-Alem-Moschee    |      | Serbien | Novi Pazar          | erbaut in der ersten Hälfte des 16. Jahrhunderts | U |                                                         |
| Moschee des Islam Aga |      | Serbien | Niš                 | 1720                                             | U |                                                         |

### Spanien
| Name                      | Bild | Land    | Stadt und Stadtteil | Jahr | T   | Bemerkungen                                                                                |
| ------------------------- | ---- | ------- | ------------------- | ---- | --- | ------------------------------------------------------------------------------------------ |
| Mezquita de Córdoba       |      | Spanien | Córdoba             | 784  | –   | Ehemalige Moschee, in die nach der Reconquista die Kathedrale von Córdoba eingebaut wurde. |
| Albaicín-Moschee          |      | Spanien | Granada             | 2003 | U   | http://www.mezquitadegranada.com/                                                          |
| Mezquita Basharat         |      | Spanien | Pedro Abad          | 1982 | AMJ | Erster Moscheebau in Spanien nach 700 Jahren                                               |
| Mezquita de Bab al-Mardum |      | Spanien | Toledo              | 999  | –   | Ehemalige Moschee, später in die Eremitage „Ermita de la Santa Cruz“ umgewandelt. Ortslage |
| Abu-Bakr-Moschee          |      | Spanien | Madrid              | 1988 | U   | Ortslage                                                                                   |
| Madrider Moschee          |      | Spanien | Madrid              | 1992 | SA  | Ortslage                                                                                   |

### Türkei
| Name                 | Bild | Land   | Stadt und Stadtteil | Jahr      | T | Bemerkungen |
| -------------------- | ---- | ------ | ------------------- | --------- | - | --- |
| Selimiye-Moschee     |      | Türkei | Edirne              | 1568–1574 | U | |
| Fatih-Moschee        |      | Türkei | Istanbul            | 1463–1470 | U | Die ursprüngliche Moschee wurde 1766 durch ein Erdbeben zerstört, die neue Moschee wurde 1767 erbaut.                        |
| Hagia Sophia         |      | Türkei | Istanbul            | 532-537   | – | Erbaut als christliche Kirche, von 1453 bis 1932 sowie seit 2020 als Moschee genutzt, von 1932 bis 2022 Museum.              |
| Hamidiye-Moschee     |      | Türkei | Istanbul            | 1885      | U | |
| Eyüp-Sultan-Moschee  |      | Türkei | Istanbul            | 1458      | U | Die erste ottomanische Moschee, die nach der Eroberung Konstantinopels im Jahre 1453 erbaut wurde. Siehe Eyüp-Sultan-Moschee |
| Süleymaniye-Moschee  |      | Türkei | Istanbul            | 1557      | T | Zweitgrößte Moschee Istanbuls                                                                                                |
| Sultan-Ahmed-Moschee |      | Türkei | Istanbul            | 1609–1616 | U | Auch als Blaue Moschee bekannt ist sie heute Istanbuls Hauptmoschee.                                                         |

### Ukraine
| Name                    | Bild | Land    | Stadt und Stadtteil | Jahr      | T | Bemerkungen            |
| ----------------------- | ---- | ------- | ------------------- | --------- | - | ---------------------- |
| Dschuma-Dschami-Moschee |      | Ukraine | Jewpatorija         | 1552–1564 | U | Entwickelt durch Sinan |

### Ungarn
| Name                                | Bild | Land   | Stadt und Stadtteil | Jahr | T | Bemerkungen |
| ----------------------------------- | ---- | ------ | ------------------- | ---- | - | ----------- |
| Alte Moschee in Pécs                |      | Ungarn | Pécs                | ?    | U |             |
| Moschee des Paschas Jakowali Hassan |      | Ungarn | Pécs                | ?    | U |             |

### Vereinigtes Königreich
| Name                                               | Bild | Land                  | Stadt und Stadtteil       | Jahr   | T   | Bemerkungen |
| -------------------------------------------------- | ---- | --------------------- | ------------------------- | ------ | --- | --- |
| Birmingham Central Mosque                          |      | Großbritannien        | Birmingham                | 1975   | U   | |
| Dar-ul-Barakat-Moschee                             |      | Großbritannien        | Birmingham                | 2004   | AMJ | Eröffnet am 30. September 2004, etwa 500 Plätze Ortslage |
| Green-Lane-Moschee                                 |      | Großbritannien        | Birmingham                | 1970er | AH  | Der rote Backsteinbau wurde zwischen 1893 und 1902 als öffentliche Bibliothek und Badehaus errichtet. In den 1970er Jahren wurde das Gebäude von der Ahl-i Hadīth in eine Moschee umgewandelt. |
| Al-Mahdi-Moschee                                   |      | Großbritannien        | Bradford (West Yorkshire) | 2008   | AMJ | Eröffnet am 7. November 2008, 2.000 Plätze, Baukosten: £2,5 million Ortslage |
| Masjid-e-Abu Hurairah                              |      | Großbritannien, Wales | Cardiff                   | ?      | U   | Galt lange als erste Moschee Großbritanniens, Glynrhondda Street, Ortslage |
| Markazi-Moschee                                    |      | Großbritannien        | Dewsbury                  | 1982   | TJ  | Die europäische Zentrale der Tablighi Jamaat. Ortslage |
| Ibrahim-al-Ibrahim-Moschee                         |      | Großbritannien        | Gibraltar                 | 1997   | SA  | 8. August 1997 (auch bekannt als: King Fahd bin Abdulaziz al-Saud Moschee) Ortslage |
| Nasir-Moschee                                      |      | Großbritannien        | Hartlepool                | 2005   | AMJ | Eröffnet am 11. November 2005, Baukosten: £500.000, Ortslage |
| Große Moschee zu Leeds                             |      | Großbritannien        | Leeds                     | ?      | U   | Ortslage |
| Stratford Street Mosque                            |      | Großbritannien        | Leeds                     | ?      | U   | (auch bekannt als: Umar-Moschee oder Masjid-e-Umar), Ortslage |
| Al-Rahma-Moschee                                   |      | Großbritannien        | Liverpool                 | 1889   | U   | Drittälteste Moschee in England: 25. Dezember 1889, Ortslage |
| Abbey Mills Moschee                                |      | Großbritannien        | London-Stratford          | ?      | TJ  | Bau geplant in der Nähe des Olympiastadions Stratford, Ortslage |
| Fazl-Moschee                                       |      | Großbritannien        | London                    | 1924   | AMJ | 1. Moschee Londons, auch als The London Mosque bekannt |
| Bait ul-Futuh                                      |      | Großbritannien        | London                    | 2003   | AMJ | |
| London Central Mosque (Regent’s Park-Mosque)       |      | Großbritannien        | London                    | 1977   | U   | |
| North London Central Mosque (Finsbury Park Mosque) |      | Großbritannien        | London                    | 1990   | U   | Ortslage |
| Ost-London-Mosche                                  |      | Großbritannien        | London                    | 1985   | U   | Ortslage |
| Manchester Central Mosque (Victoria Park Mosque)   |      | Großbritannien        | Manchester                | ?      | U   | |
| Faidhan-e-Madina-Moschee                           |      | Großbritannien        | Peterborough              | ?      | U   | Ortslage |
| Medina-Moschee                                     |      | Großbritannien        | Sheffield                 | 2006   | U   | Ortslage |
| Shah-Jahan-Moschee                                 |      | Großbritannien        | Woking                    | 1889   | U   | 1. Moschee Englands, 1913–1964 von der AAIIL verwaltet |
| Edinburgh Central Mosque                           |      | Schottland            | Edinburgh                 | 1998   | SA  | King-Fahd-Moschee und Islamisches Zentrum von Edinburgh Ortslage |
| Zentralmoschee Glasgow                             |      | Schottland            | Glasgow                   | 1983   | U   | Ortslage |